# Jordan Cronenweth
Jordan Scott Cronenweth (Los Angeles, 20 februari 1935 – aldaar, 29 november 1996) was een Amerikaans cameraman (director of photography).

## Biografie
Jeff Cronenweth werd in 1935 geboren in Los Angeles als de zoon van Edward Cronenweth en Rosita Ritchie. Zijn moeder was een danseres en zijn vader werkte als fotograaf voor filmstudio's als Metro-Goldwyn-Mayer en Columbia Pictures. Hij studeerde aan North Hollywood High School en Los Angeles City College. Hij begon in de jaren 1950 als stagiair bij het fotografielaboratorium van Columbia Pictures en werkte ook als cameraman mee aan de musical Oklahoma! (1955).
Cronenweth kreeg in de jaren 1970 te horen dat hij aan multiple sclerose leed, maar later bleek dit een verkeerde diagnose te zijn en werd vastgesteld dat hij aan de ziekte van Parkinson leed. Door de ziekte verkeerde hij vaak in pijn.
Hij kreeg met zijn eerste echtgenote drie kinderen, waaronder cameraman Jeff Cronenweth. 

## Carrière
In 1966 filmde hij voor het anthologieprogramma ABC Stage 67 het korte verhaal A Christmas Memory van auteur Truman Capote. De verfilming werd later ook gebruikt als onderdeel van de anthologiefilm Trilogy (1969). Zijn officieel filmdebuut als director of photography maakte hij in 1970 met Brewster McCloud van regisseur Robert Altman. Gedurende de jaren 1970 werkte hij ook als assistent van cameraman Conrad Hall.
Zijn bekendste werk volgde in 1982 met Blade Runner. De sciencefictionfilm van regisseur Ridley Scott leverde Cronenweth onder meer de BAFTA Award voor beste camerawerk op. Tijdens de opnames van de film was Cronenweth als een gevolg van zijn ziekte soms zo zwak dat hij door zijn collega's naar de set gedragen moest worden. De laatste maand van de opnames bracht hij door in een rolstoel.
Midden jaren 1980 werkte hij met Francis Ford Coppola samen aan achtereenvolgens Peggy Sue Got Married (1986) en Gardens of Stone (1987). Voor zijn camerawerk in die eerste film werd hij genomineerd voor een Oscar.
Naast films nam Cronenweth tijdens zijn carrière ook verscheidene televisiefilms, concertfilms en videoclips op. Zo werkte hij in 1989 met David Fincher samen aan de videoclip van het nummer "Oh Father" van Madonna. De opnames van de clip betekenden het begin van een lange samenwerking tussen Fincher en Cronenweths zoon, cameraman Jeff Cronenweth.
Begin jaren 1990 werkte hij ook met Fincher samen aan de productie van de sciencefictionfilm Alien³ (1992). Cronenweth moest echter al na enkele weken afhaken door zijn ziekte en werd uiteindelijk vervangen door Alex Thomson. Vier jaar later overleed hij op 61-jarige leeftijd ten gevolge van Parkinson.

## Filmografie
- Trilogy (1969)
- Brewster McCloud (1970)
- The Touch of Satan (1971)
- Cry for Me, Billy (1972)
- Play It As It Lays (1972)
- Zandy's Bride (1974)
- The Nickel Ride (1974)
- The Front Page (1974)
- Gable and Lombard (1976)
- Citizens Band (1977)
- Rolling Thunder (1977)
- One In A Million: 1978 Full Feature (1978)
- Altered States (1980)
- Cutter's Way (1981)
- Blade Runner (1982)
- Best Friends (1982)
- Just Between Friends (1986)
- Peggy Sue Got Married (1986)
- Gardens of Stone (1987)
- State of Grace (1990)
- Final Analysis (1992)

## Prijzen en nominaties
| Film                         | Categorie        | Uitslag        |
| Academy Awards               | Academy Awards   | Academy Awards |
| ---------------------------- | ---------------- | -------------- |
| Peggy Sue Got Married (1986) | Beste camerawerk | Genomineerd    |
| BAFTA Awards                 |                  |                |
| Blade Runner (1982)          | Beste camerawerk | Gewonnen       |